# 242. Infanterie-Division (Wehrmacht)
La 242. Infanterie-Division fu una divisione dell'esercito tedesco attiva durante la seconda guerra mondiale, che venne creata nel 1943 e fu schierata lungo il Fronte Occidentale dove fu sciolta nel 1944.

## Storia
La divisione fu costituita il 9 luglio 1943 a Gross-Born, era formata da soldati della 298. Infanterie-Division ed era in gran parte equipaggiata con armi francesi ed italiane catturate. All'inizio di agosto 1943 fu trasferita in Belgio, tra Liegi e Charleroi come forza di occupazione e a settembre venne spostata nell'area di Gand. All'inizio di ottobre fu spostata nel sud della Francia, dove occupò un tratto di costa vicino a Tolone. Il 15 agosto 1944 i paracadutisti alleati occuparono l'area vicino a Le Muy e le truppe americane sbarcarono nella zona sconfiggendo le truppe a difesa della costa; la divisione fu incaricata di agire contro i paracadutisti, ma non fu in grado di portare a termine questo incarico a causa della superiorità alleata. In serata la divisione fu respinta a Le Luc, subendo pesanti perdite e dopo ulteriori combattimenti nei giorni successivi, fu distrutta e sciolta definitivamente il 7 ottobre 1944 a nord di Tolone ed il suo stato maggiore venne usato per costituire il quartier generale della 189. Infanterie-Division.

## Ordine di battaglia
242 Infanterie-Division 1943
- Grenadier-Regiment 917
- Grenadier-Regiment 918
- Grenadier-Regiment 919
- Artillerie-Regiment 242
- Pionier-Bataillon 242
- Divisions-Nachrichten-Abteilung 242
- Divisions-Nachschubführer 242

242 Infanterie-Division 1944
- Grenadier-Regiment 765
- Grenadier-Regiment 917
- Grenadier-Regiment 918
- Artillerie-Regiment 242
- Pionier-Bataillon 242
- Feldersatz-Bataillon 242
- Divisions-Nachrichten-Abteilung 242
- Divisions-Nachschubführer 242

## Comandanti
- Generalleutnant Johannes Baeßler (20 luglio 1943 - agosto 1944)[1]